# Strażnica pożarowa przy ul. Masztalarskiej w Poznaniu
Strażnica pożarowa przy ul. Masztalarskiej – neogotycki, zabytkowy budynek strażnicy pożarowej przy ul. Masztalarskiej 3 na poznańskim Starym Mieście.

## Architektura
Strażnica została zbudowana częściowo na osi średniowiecznych obwarowań miejskich, z czerwonej cegły z zielonymi, glazurowanymi elementami ceramicznymi. Jest jednym z bardziej charakterystycznych obiektów tej części Starówki. Charakterystycznym rozwiązaniem jest wysoka, filigranowa wieża, zdobiona stalowym detalem. Budynek zrealizowano na rzucie prostokąta.

## Kalendarium dziejów
- 1845 - powstanie ochotniczej straży pożarnej w Poznaniu
- 1877 - powstanie straży zawodowej na placu Wolnica (w pobliżu)
- 1886–1887 - budowa obecnej strażnicy, z częściową adaptacją murów miejskich i baszt
- 1942 - dobudowa skrzydła wschodniego
- 1947 - nadbudowa trzeciego piętra
- 2001–2003 - kompleksowy remont strażnicy i dobudowa nowych obiektów (od strony północnej) w stylu dostosowanym do reszty zespołu.

Obecnie całość tworzy założenie urbanistyczne, wraz z promenadą wzdłuż murów miejskich i zachowanych dwóch baszt.

## Galeria

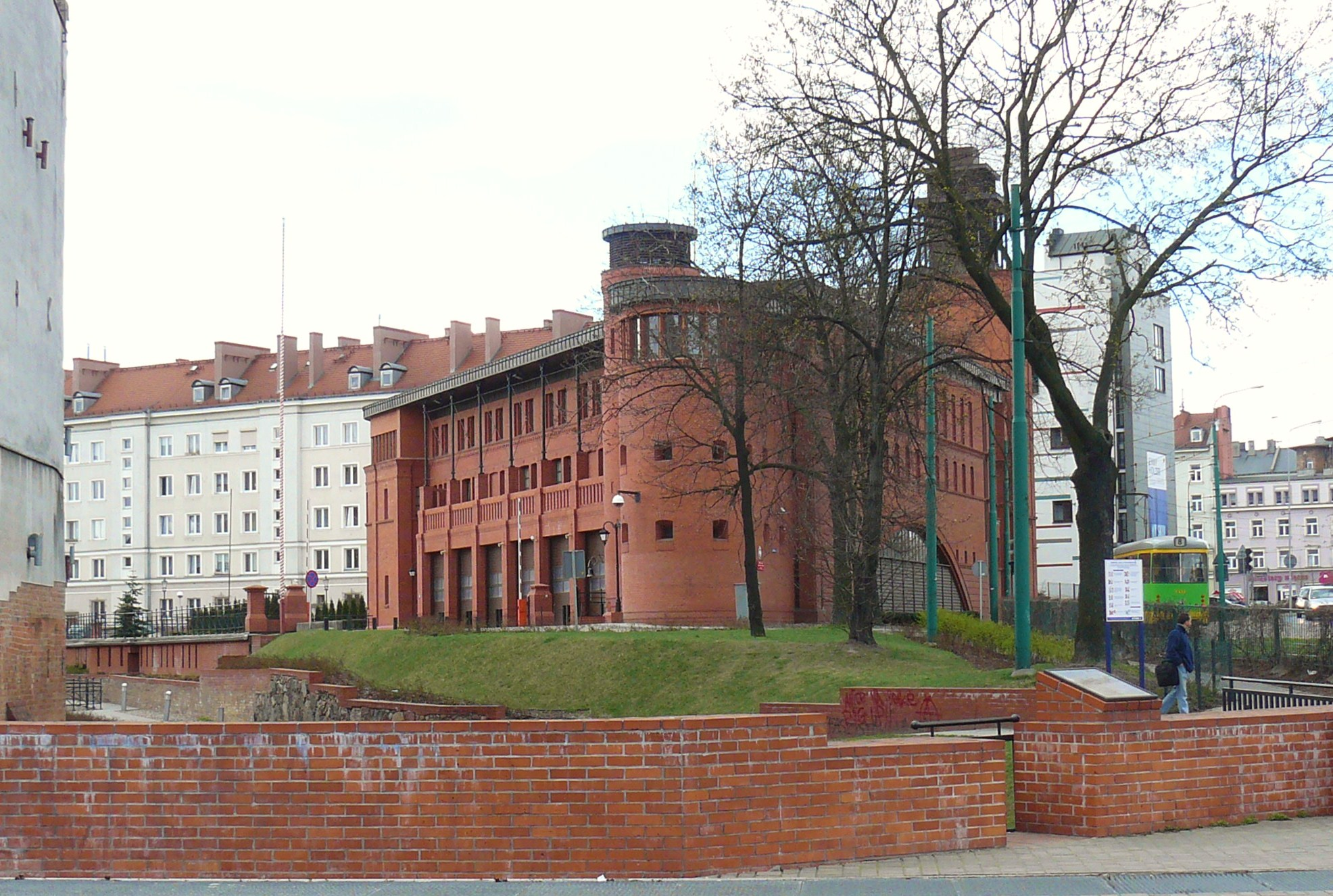
Widok na nową część i mury miejskie od strony ul. Małe Garbary
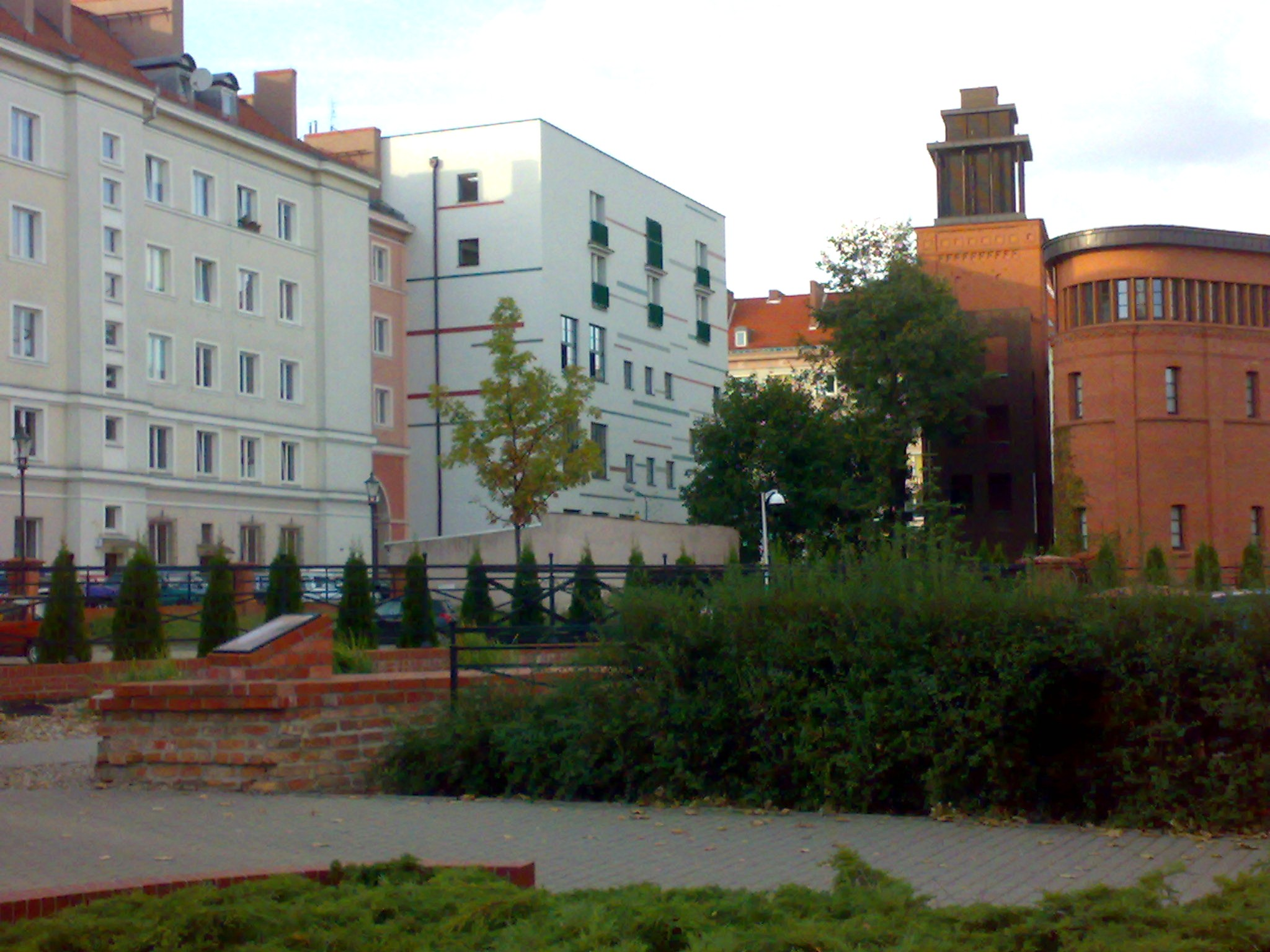
Fragment nowej części strażnicy po prawej stronie